# Ibar Pérez Corradi
Ibar Esteban Pérez Corradi (Argentina, 16 de julio de 1977) es un criminal argentino actualmente encarcelado por numerosos delitos en su país, entre ellos, lavado de dinero y narcotráfico. Su nombre se hizo conocido en los medios durante el tiempo en el que los tres implicados en el asesinato de tres empresarios farmacéuticos vinculados al tráfico ilegal de efedrina estuvieran prófugos hasta el momento en el que fueron finalmente detenidos. Perez Corradi también fue demorado y detenido en Paraguay en el año 2016.

## Carrera
Después de trabajar para el Banco Nacional de 1996 a 2002, tiempo durante el cual también se involucró en el tráfico de estupefacientes, en 2006 se convirtió en un financiero de éxito.
Era copropietario de dos firmas, Odín Concept SRL, una casa farmacéutica, en la que su socio era Pablo Héctor Quaranta, y C&C Building, una constructora, en la que su socio era Martín Eduardo Lanatta.
En mayo de 2008, Pérez Corradi asumió la presidencia de Elaboradora de Productos Biológicos SA, mientras que su mano derecha, Jorge Cabrera, asumió como director de la firma.

## Tráfico de drogas
Pérez Corradi fue acusado de tráfico de narcóticos ilegales, incluida efedrina. Una fuente lo describe como miembro de un «cártel» que se ocupaba de «precursores químicos»;  otro lo identifica como miembro de una «mafia de la droga». Se informó que se enriqueció vendiendo efedrina a mexicanos, y que sus proveedores se llamaban Alfredo Abrahams y Josué Fucks.
A fines de la década de los años 2000, el nombre de Pérez Corradi ha surgido en relación con muchos casos de narcotráfico. Unos meses después del llamado triple crimen de General Rodríguez (ver más abajo) en agosto de 2008, fue una de varias figuras de alto perfil investigadas por tráfico de efedrina y comercio ilegal de medicamentos que eran la base de la efedrina y la metanfetamina.
En agosto de 2009, La Nación informó que el Juzgado Federal de San Isidro había ordenado la extradición de Pérez Corradi a Estados Unidos. Esta orden fue una respuesta a una orden de captura emitida por un tribunal del estado de Maine, que acusaba a Pérez Corradi de haber enviado a EE. UU. un paquete que contenía 80 tabletas de oxicodona, y que había provocado la detención de Pérez Corradi el 22 de octubre de 2008. Una solicitud de liberación fue rechazada en septiembre de 2010.
En enero de 2011, Clarín informó que la Corte Suprema de Argentina había aprobado la extradición de Pérez Corradi a Estados Unidos acusado de tráfico de oxicodona, confirmando así la decisión del tribunal de San Isidro.

## Lavado de dinero
Pérez Corradi, según una fuente, lavó dinero a través del consulado de Guinea-Bisáu en Buenos Aires.
En diciembre de 2010, el juez Norberto Oyarbide acusó a Pérez Corradi en Argentina de lavado de dinero, en un caso que involucraba los activos del empresario farmacéutico Néstor Lorenzo, el líder sindical bancario arrestado Juan José Zanola y el fallecido Sebastián Forza. Los cargos también vinculaban a Pérez Corradi con tráfico de efedrina y con un caso de manipulación de medicamentos.
En 2011, Pérez Corradi fue puesto en prisión preventiva en Argentina acusado de lavado de dinero. El 15 de diciembre de 2011 salió de prisión tras pagar una fianza de 100 000 pesos. Al momento de su liberación, todavía enfrentaba la posibilidad de ser extraditado a Estados Unidos por cargos de narcotráfico.

## Relación con el triple crimen
El 7 de agosto de 2008 fueron asesinados Sebastián Forza, Damián Ferrón y Leopoldo Bina en una casa de la localidad bonaerense de General Rodríguez. Sus cuerpos fueron almacenados en un congelador y finalmente arrojados a una zanja en otra parte de la ciudad, donde fueron encontrados el 13 de agosto. Los hombres fueron asesinados, según una fuente, «al perfecto estilo mafioso», y los tres tenían vínculos con el negocio farmacéutico. Según informes, Pérez Corradi se encontraba en Cancún en el momento del triple asesinato.
El 20 de marzo de 2012, el Ministerio de Justicia argentino emitió una orden de arresto contra Pérez Corradi en relación con el triple crimen, del que se cree que es el autor intelectual. Durante los meses siguientes se realizaron varios allanamientos en diversos lugares pero Pérez Corradi no fue encontrado. La Interpol lo consideró uno de los fugitivos más buscados del mundo.
El 20 de diciembre de 2012, dos parejas de hermanos, Martín y Cristian Lanatta y Víctor y Marcelo Schillaci, fueron declarados culpables de participación en el crimen y condenados a cadena perpetua. El motivo, según el tribunal, fue que los esfuerzos de Forza, Ferrón y Bina por involucrarse en el narcotráfico habían amenazado el tráfico de narcóticos de Pérez Corradi y su socio comercial Martín Lanatta.
El triple asesinato es el tema de un libro, La ejecución: La historia secreta del triple crimen que desnudó la conexión con la mafia de los medicamentos y la recaudación de la campaña K. El libro fue escrito por Emilia Delfino y Rodrigo Alegre y publicado por Random House Mondadori en 2011.
Corradi fue reportado detenido en Paraguay el 12 de febrero de 2016; pero más tarde se informó que todavía estaba prófugo.
Fue capturado en la Triple Frontera el 9 de junio de 2016, con cédula paraguaya nueva y sin sus huellas dactilares. Los jueces Sebastián Casanello y María Servini de Cubría pidieron su extradición: Casanello trabaja en el caso del triple crimen, y Servini de Cubría en un caso de narcotráfico. Corradi se negó a ser extraditado, alegando que no confía en el poder judicial argentino, que su familia está en Paraguay y que su vida estaría en riesgo si regresa.

## Vida personal
Pérez Corradi ha sido descrito como un hombre de pocas palabras que mantiene un perfil bajo. «No es de los que ponen todos los huevos en la misma cesta». Él y su exesposa, Liliana Raquel Aurehhuliu, tienen tres hijos. Se dice que tiene una casa en Pilar, en Buenos Aires, y otra en España, lo que ha resultado «muy útil» en relación con la exportación de sustancias ilícitas a Europa.